# Ормети (Ланчхутский муниципалитет)
Ормети (груз. ორმეთი) — село в Грузии, на территории Ланчхутского муниципалитета края (мхаре) Гурия.

## География
Село находится в западной части Грузии, на левом берегу реки Супсы, на расстоянии приблизительно 16 километров (по прямой) к юго-западу от города Ланчхути, административного центра муниципалитета. Абсолютная высота — 42 метра над уровнем моря.

## Население
По результатам официальной переписи населения 2014 года, в Ормети проживало 224 человека (118 мужчин и 106 женщин). В национальной структуре населения грузины составляли 100 %.
| Год  | Население, человек |
| ---- | ------------------ |
| 2002 | 342                |
| 2014 | ↘ 224              |